# دلق مخلبي
الدَّلَق المخلبي (الاسم العلمي: Ictonyx) هو جنس حيوان لبون من فصيلة ابن عرس. يضم نوعين:
- فأر الخيل المخطط الصحراوي (Ictonyx libycus)
- فأر الخيل المخطط (Ictonyx striatus)